# Propanoate de propyle
Le propanoate de propyle est l'ester de l'acide propanoïque et du propanol et de formule semi-développée CH3CH2COO(CH2)2CH3,  utilisé dans l'industrie alimentaire et dans la parfumerie comme arôme. 